# Gräfenberg

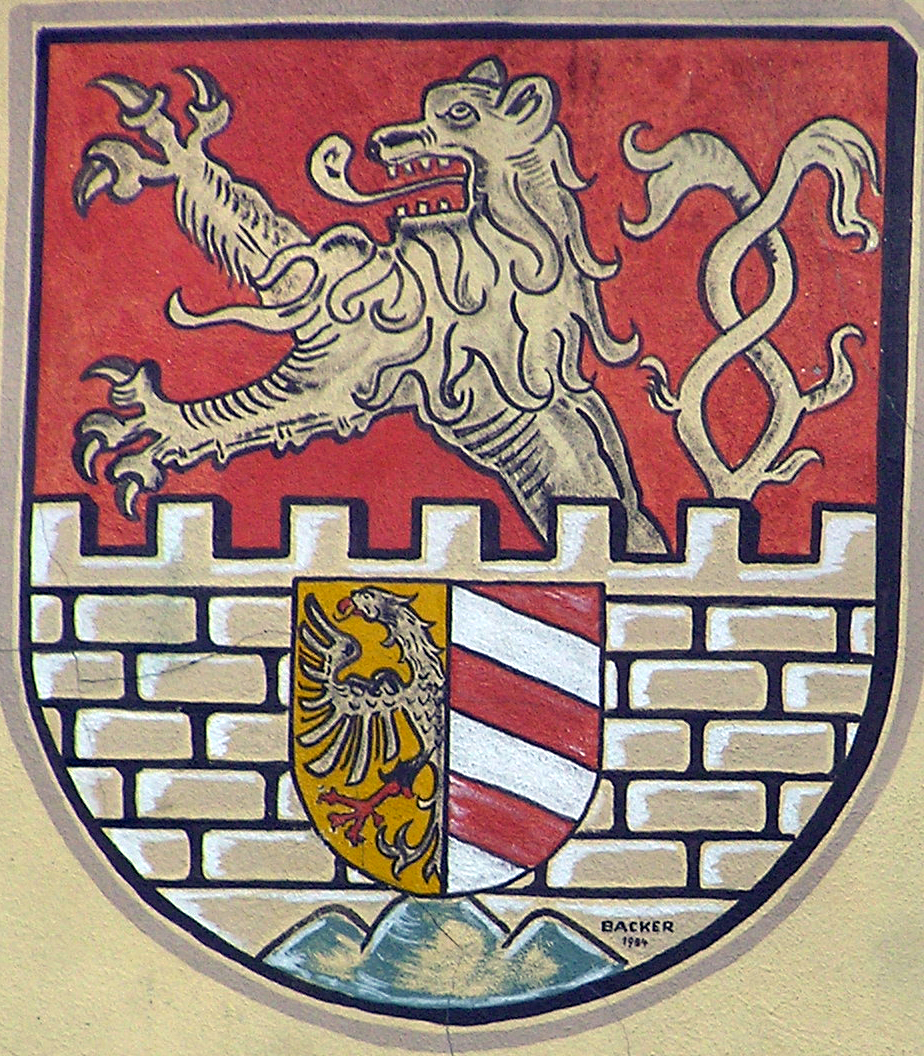
Wappenbild Gräfenbergs am Hiltpoltsteiner Tor

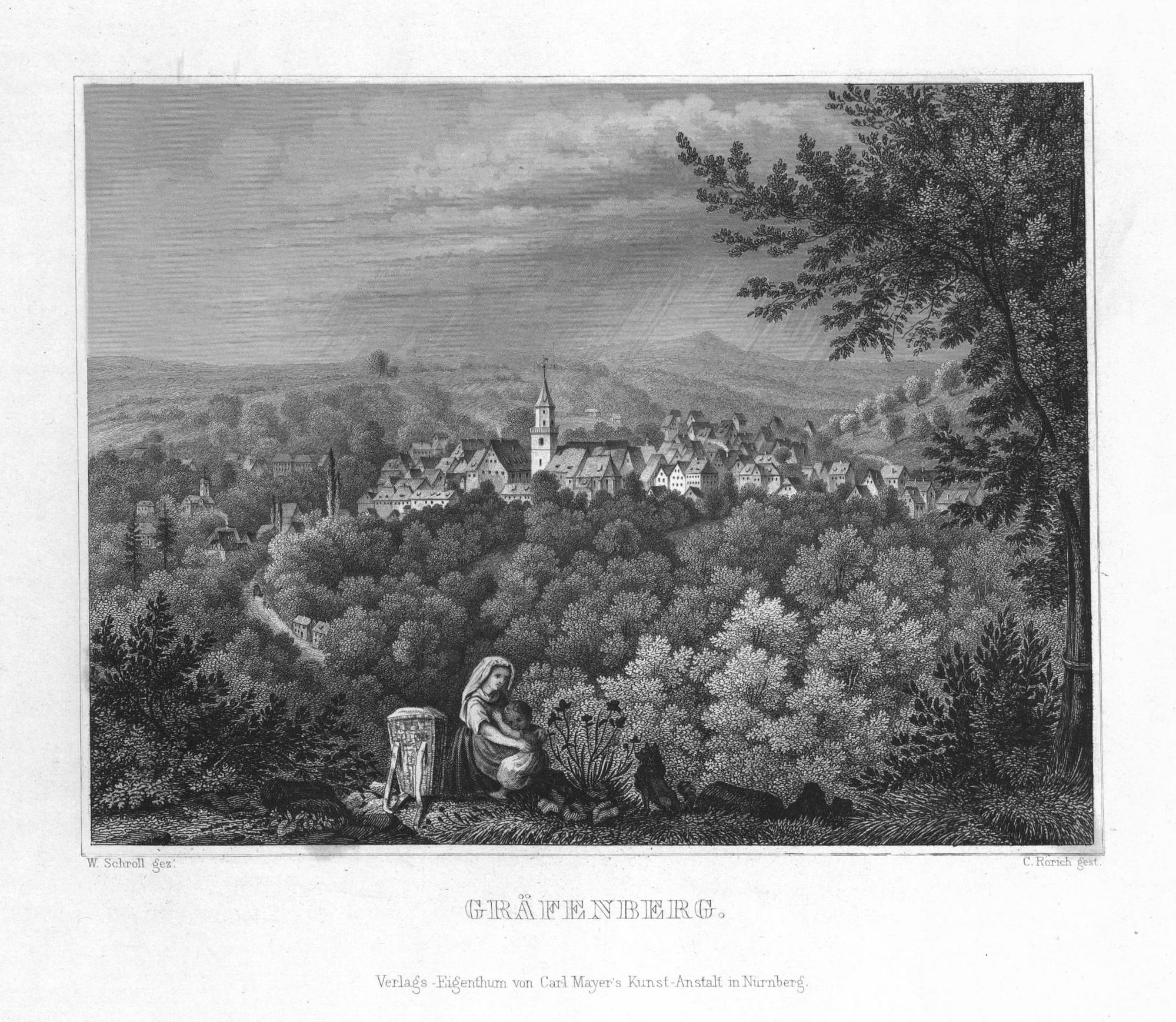
Gräfenberg, Stahlstich (1858)

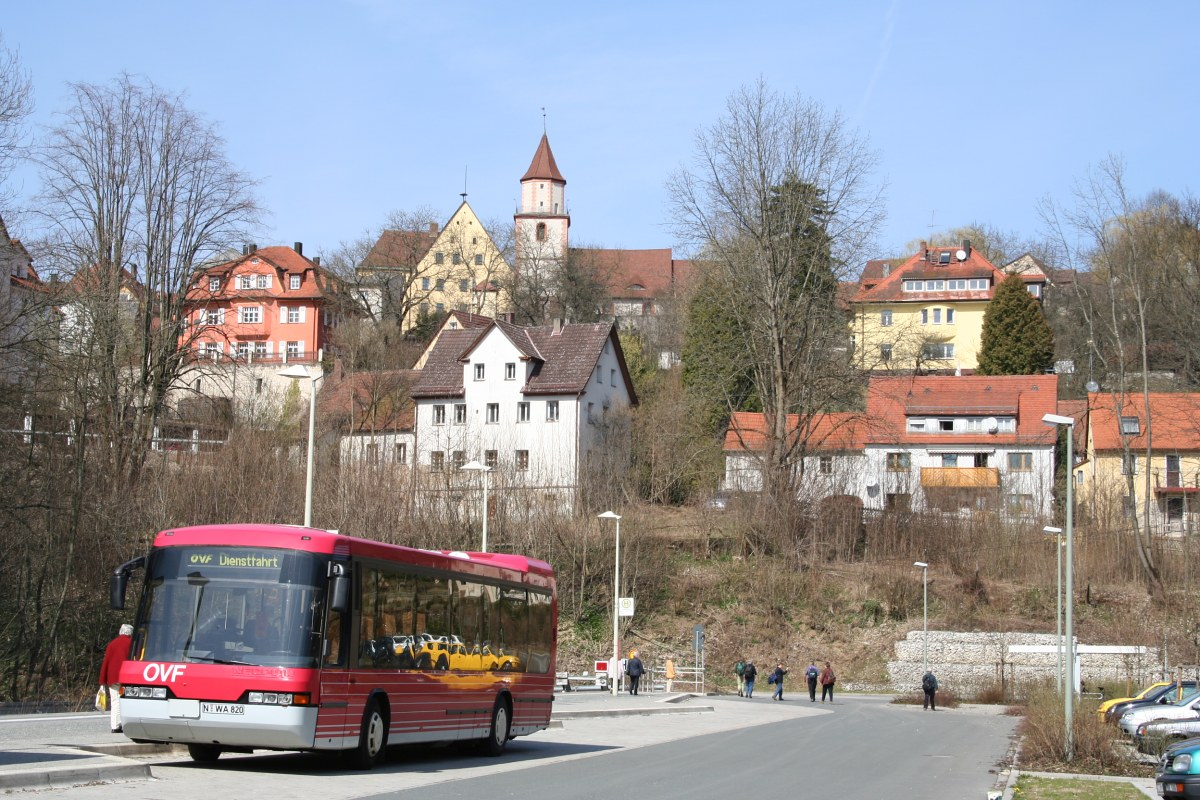
Blick vom Bahnhof zur Kirche (3. April 2005)

Gräfenberg ist eine Stadt im Landkreis Forchheim (Regierungsbezirk Oberfranken) und der Sitz der Verwaltungsgemeinschaft Gräfenberg.

## Geographie
Gräfenberg liegt am südlichen Ende Oberfrankens im Tal der Kalkach, dieses begrenzt die historische Altstadt. Das Tal liegt unmittelbar am Albtrauf der Fränkischen Alb. Daher weist Gräfenberg erhebliche Höhenunterschiede (400 m bis 550 m) auf. Der Albtrauf stellt dort den Übergang zwischen den Gesteinsschichten des Braunjura im Tal und dem Weißen Jura auf den Hochflächen dar. Auch die Bezeichnung als das südliche Eingangstor zur Fränkischen Schweiz rührt daher. Der Ort wird im Osten und Nordwesten von zwei großen Steinbrüchen begrenzt, in denen die Gesteine des Jura abgebaut werden.
Über das relativ sanft ansteigende Gelände führt die Bundesstraße 2. Diese folgt einer alten Salzhandelsstraße, an der sich Gräfenberg befand. Die originale Trasse folgt dem Verlauf der Kalkach das Tal hinauf. Sie verläuft über die heutige Bahnhofstraße, durch das Gesteigertor und verlässt Gräfenberg über die Egloffsteiner Straße. Dort endet das Tal an der Quelle der Kalkach (eines Zuflusses der Schwabach) und geht in die Jura-Hochfläche über.
Während die Kalkach anfangs sanft verläuft, fließt sie durch den ehemaligen Stadtgraben bis zum Bahnhof mit großem Gefälle. Bei ihrem weiteren Verlauf flacht sie in den Wässerwiesen, einem sumpfigen und quellenreichen Gebiet, wieder ab. Dort befinden sich Schrebergärten und Fischteiche.

### Klima
Gräfenberg liegt in der kühlgemäßigten Klimazone im Übergangsbereich zwischen maritimem und dem kontinentalen Klima in der für deutsche Verhältnisse begünstigten Fränkischen Schweiz am Rand des Regnitztales, einer Region mit eher trockenem (600–700 mm Jahresniederschlag), sonnigem (etwa 1700 Sonnenstunden im Jahr) und insbesondere in Tallagen (Regnitztal) warmem (jährliche Durchschnittstemperatur über 9 °C) Klima.
Eine Klimastation in Kasberg auf 511 m Höhe weist 1611 Sonnenstunden, eine Durchschnittstemperatur von 8,1 °C und 978 mm Jahresniederschlag nach, dies ist in mehrerer Hinsicht für die regionalen Verhältnisse ungewöhnlich. Der hohe Niederschlag ist durch die Lage Kasbergs auf der Albhochfläche am Südwestende der Fränkischen Schweiz zu erklären, welche durch bis zu 250 m Höhendifferenz für Steigungsregen sorgt. Die Zahl der Sonnenstunden ist etwas geringer als im Rest der Fränkischen Schweiz und im Regnitztal. Die Temperatur ist niedriger als im Regnitztal, bedingt durch die Höhe und die Lage auf der windexponierten Albhochfläche.
|                        | Jan  | Feb  | Mär  | Apr  | Mai  | Jun  | Jul  | Aug  | Sep  | Okt  | Nov  | Dez  |   |     |
| Mittl. Temperatur (°C) | −1,1 | −0,3 | 3,4  | 7,8  | 12,7 | 15,5 | 17,4 | 17,0 | 12,9 | 8,3  | 3,1  | 0,0  | ⌀ | 8,1 |
|                        |      |      |      |      |      |      |      |      |      |      |      |      |   |     |
| Niederschlag (mm)      | 82,0 | 73,0 | 79,0 | 60,0 | 81,0 | 90,0 | 97,0 | 80,0 | 82,0 | 76,0 | 83,0 | 95,0 | Σ | 978 |
|                        |      |      |      |      |      |      |      |      |      |      |      |      |   |     |
| Sonnenstunden (h/d)    | 1,7  | 2,8  | 3,6  | 5,6  | 6,6  | 6,8  | 7,2  | 6,8  | 5,2  | 3,6  | 1,8  | 1,3  | ⌀ | 4,4 |

|  |

|  |

|  |

|  |

|  |

|  |

|  |

|  |

|  |

|  |

|  |

|  |

|  |

|  |

|  |

|  |

|  |

|  |

|  |

|  |

|  |

|  |

|  |

|  |

| N i e d e r s c h l a g | 82,0 | 73,0 | 79,0 | 60,0 | 81,0 | 90,0 | 97,0 | 80,0 | 82,0 | 76,0 | 83,0 | 95,0 |
|                         | Jan  | Feb  | Mär  | Apr  | Mai  | Jun  | Jul  | Aug  | Sep  | Okt  | Nov  | Dez  |

### Nachbargemeinden
Die Nachbargemeinden sind (von Norden beginnend im Uhrzeigersinn):
Egloffstein, Obertrubach, Hiltpoltstein, Simmelsdorf, Weißenohe, Igensdorf, Neunkirchen am Brand, Kunreuth, Leutenbach

### Gemeindegliederung
Die Gemeinde Gräfenberg hat 15 Gemeindeteile (in Klammern ist der Siedlungstyp angegeben):
- Dörnhof (Einöde)
- Gräfenberg (Hauptort)
- Gräfenbergerhüll (Dorf)
- Guttenburg (Dorf)
- Haidhof (Dorf)
- Höfles (Dorf)
- Hohenschwärz (Dorf)
- Kasberg (Dorf)
- Lilling (Dorf)
- Neusles (Weiler)
- Rangen (Weiler)
- Schlichenreuth (Weiler)
- Sollenberg (Dorf)
- Thuisbrunn (Pfarrdorf)
- Walkersbrunn (Kirchdorf)

Es gibt die Gemarkungen Gräfenberg, Guttenburg, Lilling (nur Gemarkungsteil 0), Thuisbrunn und Walkersbrunn.

### Natur und Geologie
Die Hochlagen rund um Gräfenberg bilden den Bereich des weißen Jura. Die Tallagen gehören zum Braunen Jura; dort befinden sich verschiedene Sand-Kalksteine.
- Geotop Lillachquelle, in der Gemarkung Lilling, östlich von Weißenohe (Geotop-Nummer 474Q004)[6]
- Kasberger Linde, Naturdenkmal am Rand von Kasberg
- Kasberger Schlucht, befindet sich südöstlich von Kasberg
- Teufelstisch, markante Felsformation südlich von Guttenburg
- Thuisbrunner Leitenweg, Weg durch die Magerrasen und Trockenlandschaft rund um Thuisbrunn
- Kalkach; entlang der Stadtmauer und am Bahnhof befinden sich Wasserfälle und Sinterstufen, die teilweise durch einen Weg erschlossen sind.
- Todsfelder Tal, 1,5 km langes Tal mit Trockenhängen und Dolomitfelsen

#### Forschung
Gräfenberg ist namensstiftend für ein Netzwerk von 13 seismischen Messstellen in der Fränkischen Alb, dem sogenannten Gräfenberg-Array. Dieses ist ein Teil des Seismologisches Zentralobservatoriums der Bundesanstalt für Geowissenschaften und Rohstoffe.

## Geschichte

### Bis zum 19. Jahrhundert
Gräfenberg wurde erstmals 1172 mit dem Namen „Kreuenberc“ urkundlich erwähnt. Die Nürnberger Patrizierfamilie Haller hatte seit 1333 die Herrschaft im Ort inne. König Karl IV. verlieh dem Ort im Jahr 1371 das Stadtrecht. Am 4. Juni 1567 vernichtete der große Stadtbrand alle Häuser innerhalb der Stadtmauern. Im 16. Jahrhundert erwarb die Reichsstadt Nürnberg Gräfenberg. Am 8. Juni 1778 wurde Gräfenberg nach einem gewaltigen Gewitter von einer Flutwelle heimgesucht, die mehrere Bürger in den Tod riss. Mit dem Reichsdeputationshauptschluss kam der Ort 1803 zu Bayern. Am 30. und 31. Juli 1866 wurde während des Deutschen Bruderkriegs in dem Ort, der Hauptquartier der vorrückenden Preußen war, ein Waffenstillstand ausgehandelt.
Das erste dokumentierte Schafkopfspiel nach „bayerischen Regeln“ fand 1849 in Gräfenberg statt.

### Eingemeindungen
Die Gemeinde Guttenburg mit Gräfenbergerhüll schloss sich am 1. April 1959 der Stadt Gräfenberg an. Am 1. Juli 1976 wurde die Gemeinde Walkersbrunn (1021 als „Waltgeresbrunnun“ erstmals urkundlich erwähnt) mit ihren Gemeindeteilen Kasberg, Rangen und Schlichenreuth in die Stadt Gräfenberg eingegliedert. Am 1. Mai 1978 wurde die Gemeinde Thuisbrunn (1007 mit dem Namen „Tuosibrunno“ erstmals erwähnt) mit ihren Gemeindeteilen Hohenschwärz, Höfles, Dörnhof, Neusles und Haidhof eingemeindet, lediglich der Gemeindeteil Haselstauden wurde Teil der Gemeinde Obertrubach. Auch schlossen sich aus der Gemeinde Lilling (1205 mit dem Namen „Lugelinge“ erstmals urkundlich erwähnt, Umbenennung der Gemeinde Wölfersdorf in Lilling am 1. Januar 1870) die Gemeindeteile Lilling und Sollenberg der Stadt Gräfenberg an. Die Gemeindeteile Erlastrut und Wölfersdorf schlossen sich dem Markt Hiltpoltstein an.

### Gräfenberg ist bunt

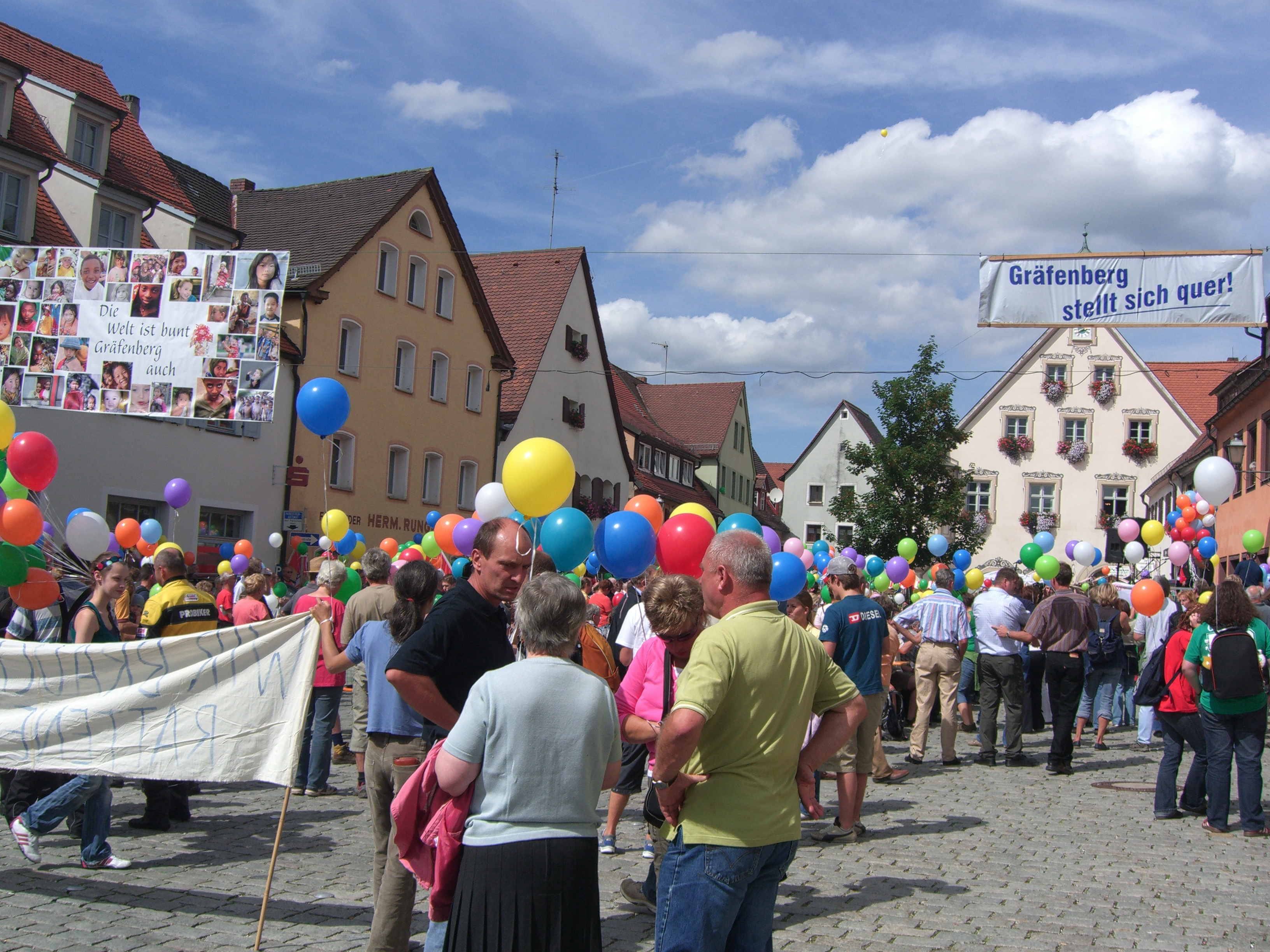
Anti-Nazi-Demonstration „Gräfenberg ist bunt“ am 18. August 2007 auf dem Marktplatz

Seit 1999 marschierte die NPD alljährlich am Volkstrauertag, vom Dezember 2006 bis zum Herbst 2009, monatlich zum Gräfenberger Kriegerdenkmal. Dagegen richtete sich breiter Bürger-Protest der Aktion Gräfenberg ist bunt, einer parteiübergreifenden Bewegung gegen Rechtsextremismus und Rassismus. Mit kreativen Aktionen setzen sich die Gräfenberger Bürger für Frieden, Vielfalt und Völkerverständigung ein. Das Bürgerforum Gräfenberg ist bunt hat überregionale Bedeutung, ist Träger des Würzburger Friedenspreises, des Josef-Felder-Preises der BayernSPD, des Bürgerkulturpreises des Bayerischen Landtages und genießt bundesweit Anerkennung. Der damalige Bürgermeister Werner Wolf wurde wegen des Engagements des Bürgerforums Gräfenberg vom Bayerischen Rundfunks zum „Bayern des Jahres“ gekürt.
Am Tag der Deutschen Einheit 2007 feierten 2000 Gräfenberger und Nazi-Gegner aus der Umgebung ein zweitägiges Fest Für Demokratie und Menschenrechte im geeinten Deutschland und protestierten mit einem ökumenischen Gottesdienst, vielen Grußworten und einem kulturellen Programm gegen eine Versammlung von Neonazis. Prominente Besucher waren Arno Hamburger, Susanne Kastner, Ulrich Maly, Eva Bulling-Schröter, Ulrike Gote, Elisabeth Scharfenberg und Christine Stahl.
Im Oktober 2009 erklärte die NPD, ihre Aktivitäten künftig mehr in die Oberpfalz, nach Niederbayern und ins nahegelegene Weißenohe zu verlegen.

### Religion

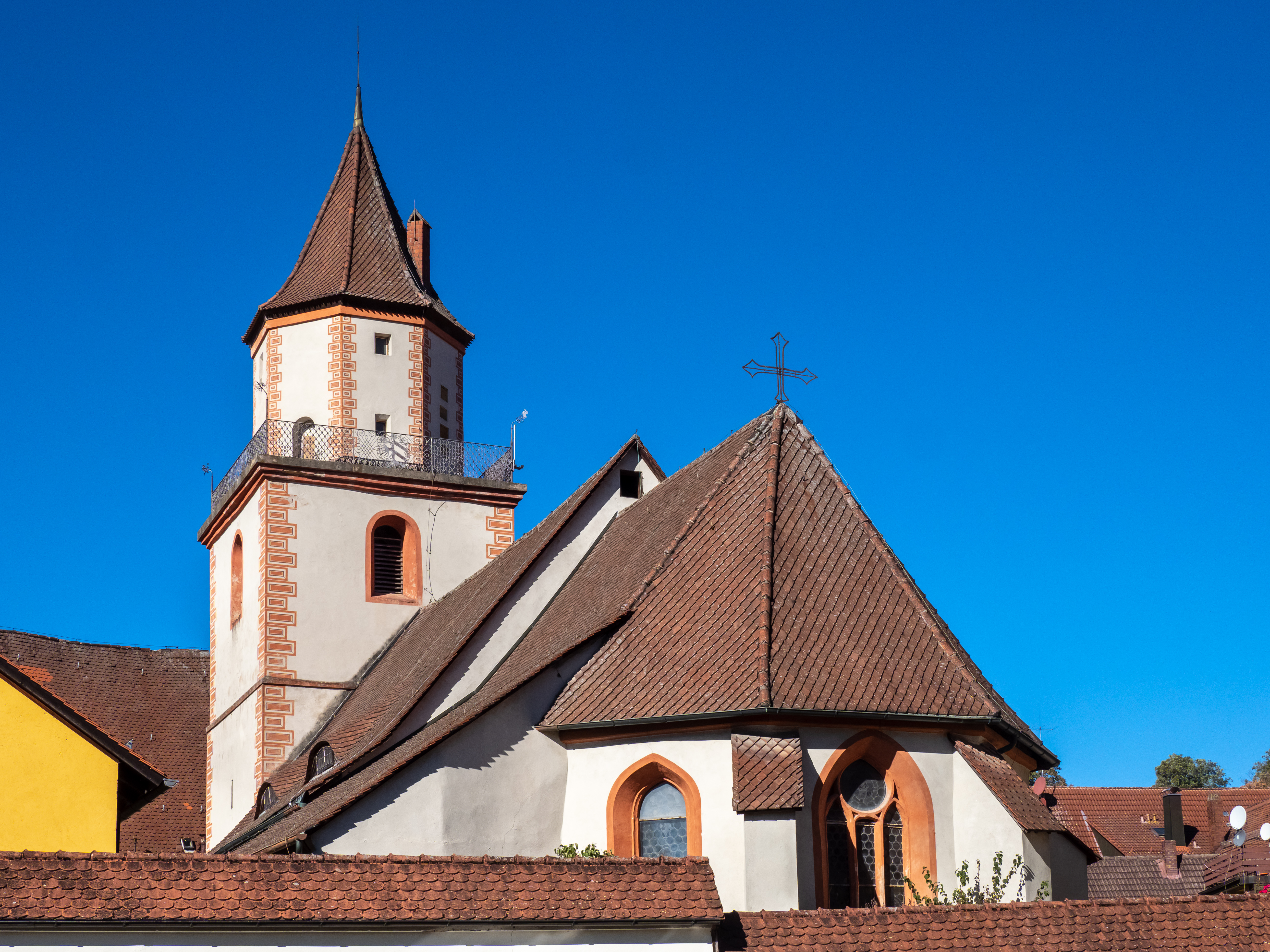
Evangelisch-lutherische Stadtpfarrkirche (2018)

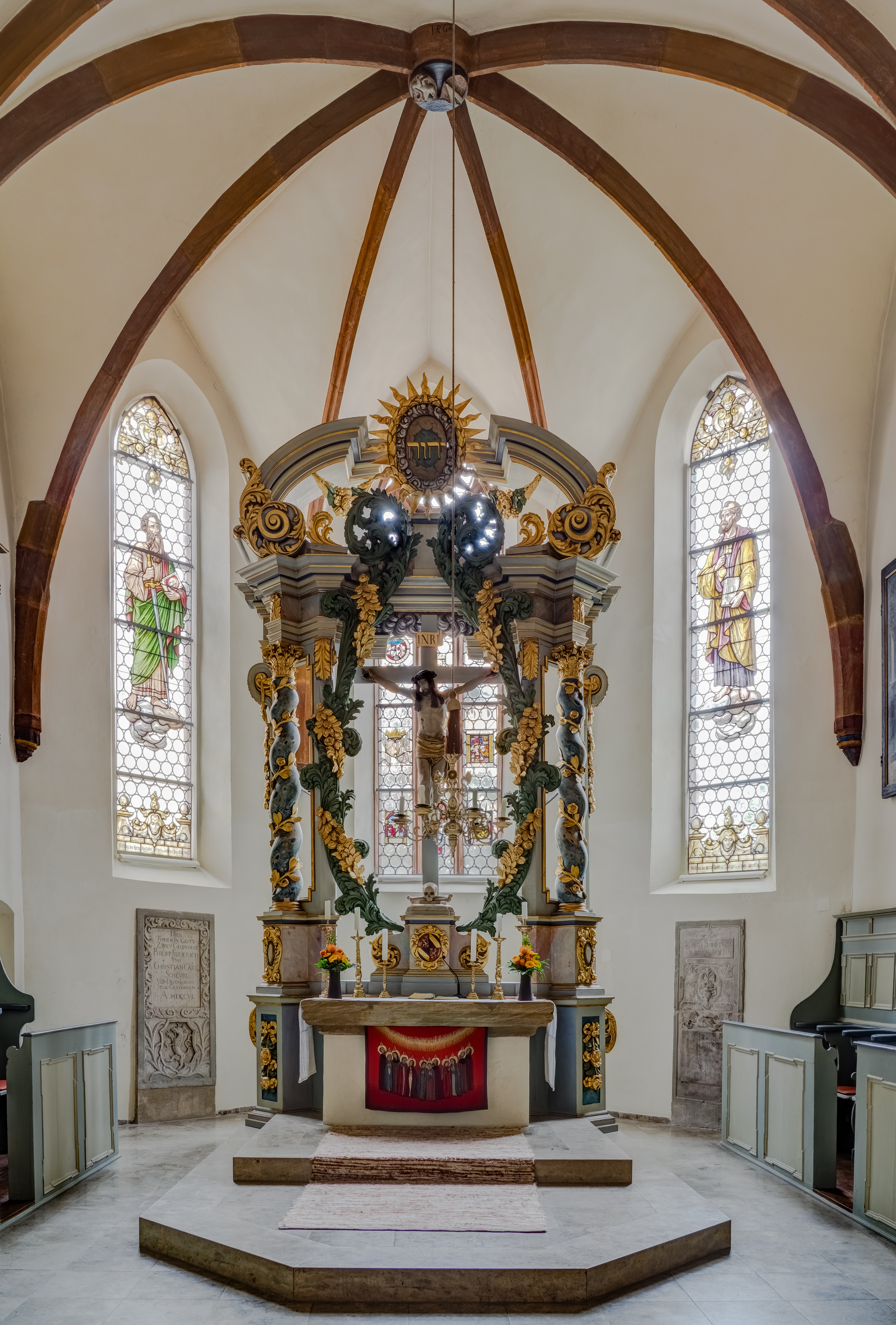
Altar in der evangelischen Kirche

Die älteste christliche Kirche, die Michaelskapelle, stand in frühmittelalterlicher Zeit auf dem Michelsberg. Nach dem Einsturz des Wachturms auf dem Michelsberg war sie dem Verfall preisgegeben. Im 13. Jahrhundert entstand die Dreieinigkeitskirche im Stadtzentrum.
Seit Einführung der Reformation im Jahr 1528 ist Gräfenberg mehrheitlich evangelisch. Weitere evangelische Kirchen befinden sich in Thuisbrunn und Walkersbrunn. Die Stadt Gräfenberg ist Sitz des evangelischen Dekanates Gräfenberg.
Die Gräfenberger Katholiken gehören zur Kirchengemeinde Weißenohe im Dekanat Erlangen im Erzbistum Bamberg. Im Gegensatz zum Rest des Gemeindegebietes sind die Gemeindeteile Lilling und Sollenberg katholisch geprägt. Diese waren früher dem Kloster Weißenohe und damit der Oberpfalz zugehörig. Durch den Zuzug von Heimatvertriebenen aus dem Sudetenland nach dem Zweiten Weltkrieg stieg die Zahl der Katholiken, vor allem in Gräfenberg selbst, stark an. Nach dem Krieg feierten sie ihre Gottesdienste im Saal des Wirtshauses Gundelfinger. Seit 1967 besitzen sie eine moderne Filialkirche. In Lillinger Höhe befindet sich eine Kapelle, in der im Mai regelmäßig Andachten stattfinden.

## Politik

### Verwaltungsgemeinschaft
Gräfenberg bildet mit den Gemeinden Hiltpoltstein und Weißenohe eine Verwaltungsgemeinschaft. Vorsitzender ist der Gräfenberger Bürgermeister.

### Stadtrat
Der Stadtrat von Gräfenberg besteht aus 16 Mitgliedern und dem Ersten Bürgermeister.
| Wahljahr | Freie Wähler | CSU | SPD | Gräfenberger Bürger Liste (GBL) | Bündnis 90/Die Grünen | UWG | Gesamt   |
| 2020     | 5            | 4   | 3   | 2                               | 2                     | -   | 16 Sitze |
| 2014     | 5            | 4   | 4   | 2                               | 1                     | -   | 16 Sitze |
| 2008     | 5            | 5   | 5   | 1                               | -                     | -   | 16 Sitze |
| 2002     | 5            | 4   | 4   | 1                               | -                     | 2   | 16 Sitze |

(Stand: Kommunalwahl am 15. März 2020)

### Bürgermeister
Erster Bürgermeister ist seit der Kommunalwahl 2020 Ralf Kunzmann (Freie Wähler), der sich in der Stichwahl gegen den seit 2014 regierenden Amtsinhaber Hans-Jürgen Nekolla (SPD) durchsetzte.

#### Bürgermeister bis zur Gebietsreform 1978
Bis zur Gebietsreform 1978 hatte die Stadt Gräfenberg vier Bürgermeister.
| Amtszeit  | Name            | Partei      |
| 1948–1952 | Georg Friedmann | -           |
| 1952–1966 | Hans Erlwein    | CSU         |
| 1966–1976 | Karl Kaul       | CSU / NPD 1 |
| 1976–1978 | Hans Nekolla    | SPD         |

#### Bürgermeister seit der Gebietsreform 1978
Seit dem Beitritt der Gemeinde Thuisbrunn, der letzten Gebietsveränderung, hatte Gräfenberg insgesamt fünf Bürgermeister.
| Amtszeit  | Name                | Partei |
| 1978–1990 | Hans Nekolla        | SPD    |
| 1990–1996 | Horst-Werner Nitt   | CSU    |
| 1996–2014 | Werner Wolf         | FW     |
| 2014–2020 | Hans-Jürgen Nekolla | SPD    |
| seit 2020 | Ralf Kunzmann       | FW     |

### Wappen
| Wappen von Gräfenberg | Blasonierung: „In Rot über grünem Dreiberg eine silberne Zinnenmauer, die mit einem gespaltenen Schild belegt ist; darin vorne in Gold ein halber, rot gezungter schwarzer Adler am Spalt, hinten fünfmal schräg geteilt von Rot und Silber; darüber ein wachsender, doppelschwänziger, golden gekrönter und blau bewehrter silberner Löwe.“ |
| Wappen von Gräfenberg | Wappenbegründung: König Karl IV. verlieh 1371 Gräfenberg das Stadtrecht. Aus den Jahren 1437 und 1463 sind Siegelabdrucke überliefert. Sie zeigen den Schild der Nürnberger Patrizierfamilie Haller, die seit 1333 die Herrschaft im Ort innehatte. Im 16. Jahrhundert erwarb die Reichsstadt Nürnberg Gräfenberg. Seit 1561 erscheint das Wappen in seiner heutigen Form. Der Löwe ist das böhmische Wappentier und weist auf die Lehenshoheit zur Zeit der Stadtrechtsverleihung. Die Mauer versinnbildlicht den Charakter als Stadt. Der Berg steht redend für den Ortsnamen. Der kleine Schild ist das Wappen der Reichsstadt Nürnberg. Nach 1819 verschwand es vorübergehend aus dem Wappen. Das Wappen ist durch Siegelführung seit 1437 belegt. |

### Städtepartnerschaften
- Frankreich: Gräfenberg pflegt seit 1987 eine Städtepartnerschaft mit dem Ort Pringy[26]. Inzwischen wurde Pringy nach Annecy eingemeindet, die Partnerschaft besteht fort.
- Ungarn: Am 1. Mai 2003 wurde eine weitere Städtepartnerschaft mit der Stadt Tiszaföldvár begründet.

## Kultur, Sehenswürdigkeiten und Freizeitangebote

### Altstadt
In der Gräfenberger Altstadt befinden sich an verschiedenen Gebäuden Informationstafeln. Diese wurden vom Verein Altstadtfreunde Gräfenberg angebracht und sind zu einem Rundgang verknüpft. Dieser ist auch digital auf der Seite der Altstadtfreunde abrufbar.

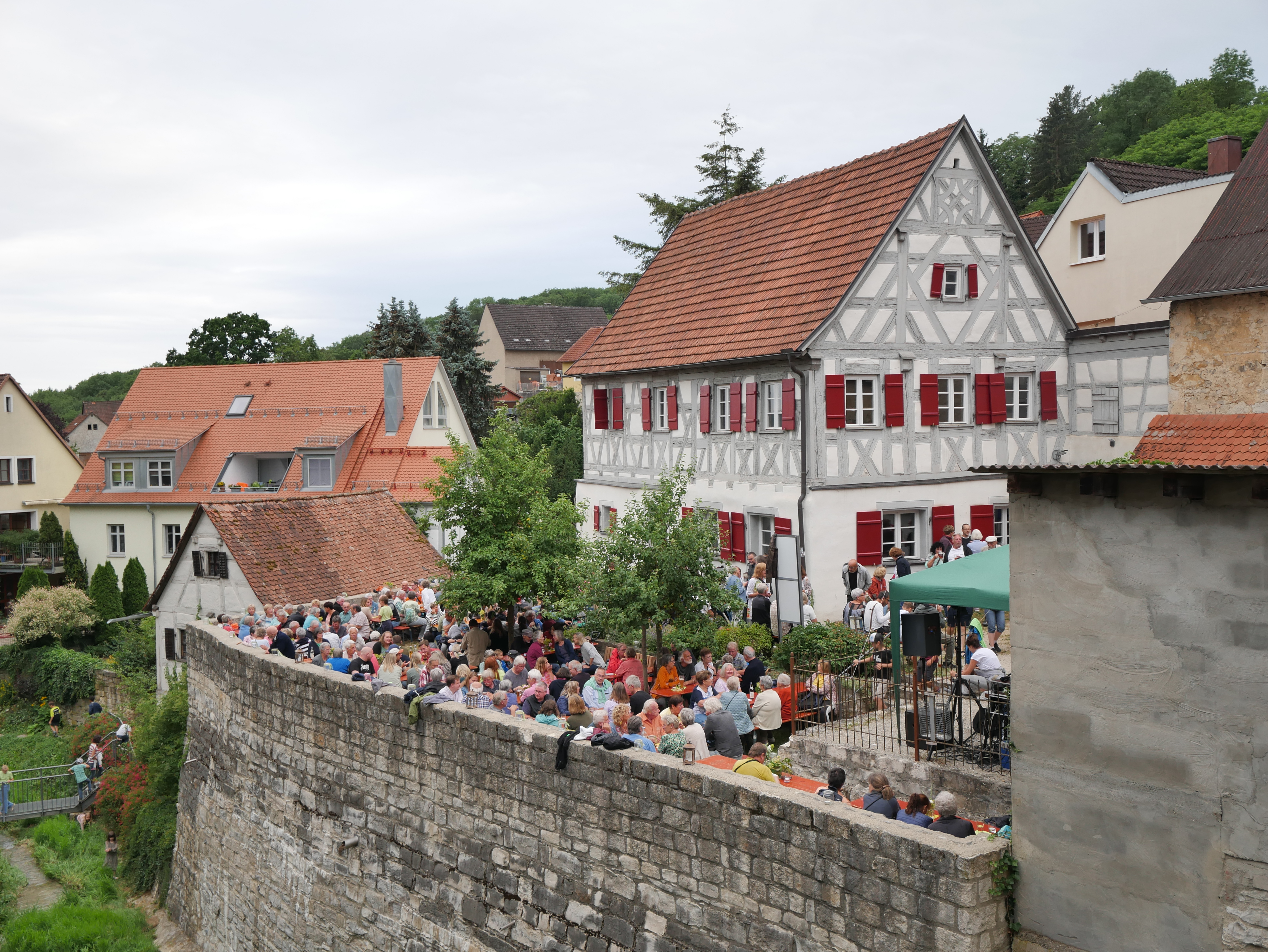
Im Sommer findet in der historischen Burganlage das Stadtgrabenfest statt.

### Museen
In Gräfenberg ist ein Turmuhren-Museum in Privatbesitz beheimatet. Von April bis Oktober können dort jeweils sonntags verschiedene Uhren und der Fortschritt der Mechanik über mehrere Jahrhunderte besichtigt werden. Außerdem betreiben die Altstadtfreunde und der Kulturverein das Ritter-Wirnt-Stüberl, ein kleines Museum, das sich dem Leben und Schaffen des Wirnt von Gravenberc widmet.

### Bauwerke

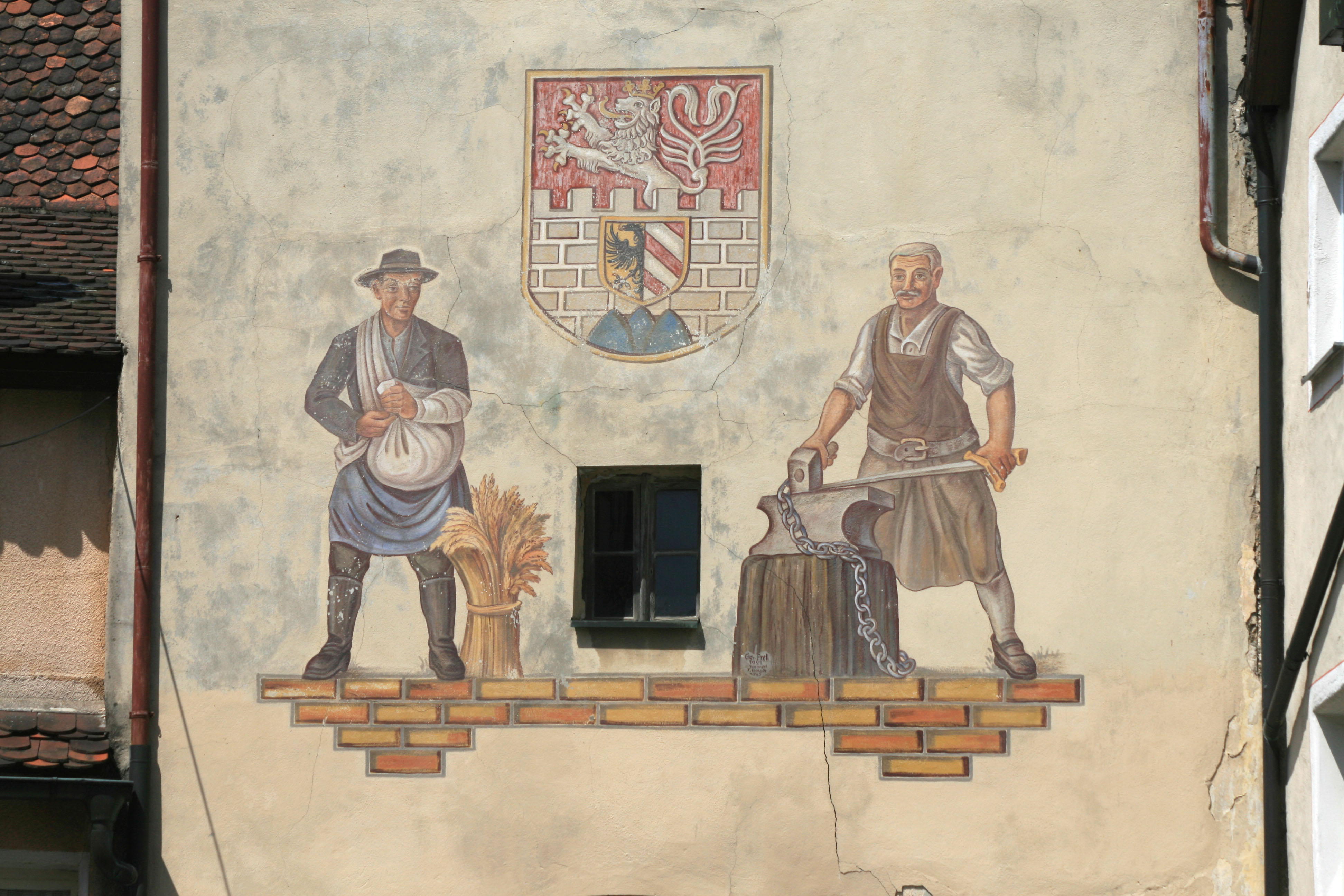
Gemälde am Hiltpoltsteiner Tor in Gräfenberg (1925)

Die Anlage des Ortes am bzw. auf dem Berg ist städtebaulich von großem Reiz.
Das historische Rathaus wurde im Jahr 1689 durch Conrad Kramer erbaut und war seit dem Jahr 1871 Sitz des Gräfenberger Stadtrats. Im Jahr 1989 wurde das Gebäude saniert und restauriert. In ihm finden noch regelmäßig Sitzungen des Stadtrates und standesamtliche Trauungen statt.
Das moderne Rathaus, Sitz der Verwaltungsgemeinschaft, war früher das Schloss der Patrizierfamilie Haller; der weitläufige Schlossgarten wurde Anfang des 20. Jahrhunderts zugunsten des Gesteinsabbaus aufgelöst.

### Regelmäßige Veranstaltungen
- Das historische Bürgerfest mit Mittelaltermarkt findet zu Ehren des Wirnt von Grafenberg alle fünf Jahre statt (in den mit 4 und 9 endenden Jahren).
- Am dritten Adventssonntag veranstaltet der Fränkische-Schweiz-Verein Gräfenberg auf dem Kirchplatz die traditionelle Gräfenberger Vorweihnacht, einen der ältesten Weihnachtsmärkte der Fränkischen Schweiz (seit 1976). Als Höhepunkt beschließt jedes Jahr das Nürnberger Christkind den Markt und spricht neben dem Nürnberger einen vor vielen Jahren verfassten Gräfenberger Prolog.
- Am ersten Sonntag im August wird in der Gräfenberger Altstadt die Kirchweih gefeiert. Die Michaeliskirchweih folgt am letzten Sonntag im September.
- Am dritten Sonntag im September ist Kirchweih (Kerwa) in Walkersbrunn.
- Alljährlich findet eine Woche vor Ostern der Palmsonntagsmarkt und am Ewigkeitssonntag (Totensonntag) im November der Andreasmarkt statt. Dabei wird das historische Rathaus vom Gartenbauverein bzw. von den Altstadtfreunden Gräfenberg in ein „Rathauscafé“ verwandelt.
- Am Weißen Sonntag ist Konfirmation in Gräfenberg.
- Im renovierten Jugendzentrum am Schelmberg finden regelmäßige Veranstaltungen für die Jugend statt.
- Gräfenberg ist bunt organisiert seit 2007 jeweils am Samstag vor dem Ende der bayerischen Sommerferien das alljährliche Open-Mind-Festival.[31]

### Sport
Gräfenberg verfügt über ein Freibad und ein an das Schulzentrum angegliedertes Hallenbad als ein reines Lehrschwimmbecken. Das städtische Freibad wurde 1937 von Gräfenberger Bürgern in Eigenleistung gebaut und die bauliche Anlage wurde seit dieser Zeit kaum wesentlich verändert.
Im Sommer ist das stadteigene Freibad bei gutem Wetter geöffnet. Es bietet ein 50 m × 25-m-Becken mit abgetrenntem Kinderbereich.
Der TSV 09 Gräfenberg ist der größte Verein Gräfenbergs mit den Abteilungen Fußball, Ski (Langlauf), Volleyball und Tennis.
Der im Jahr 1909 gegründete Verein besitzt ein Sportheim etwas außerhalb von Gräfenberg.

## Wirtschaft und Infrastruktur
Neben Auspendlern nach Nürnberg hat Gräfenberg einige ortsansässige Unternehmen. Größter lokaler Arbeitgeber ist die Firma Hofmann CNC in Haidhof. Daneben sind zwei große Kalksteinbrüche ansässig, die immer wieder in Konflikt mit der Bevölkerung geraten, da sich die Steinbrüche unmittelbar am Ortsrand befinden.

### Verkehr

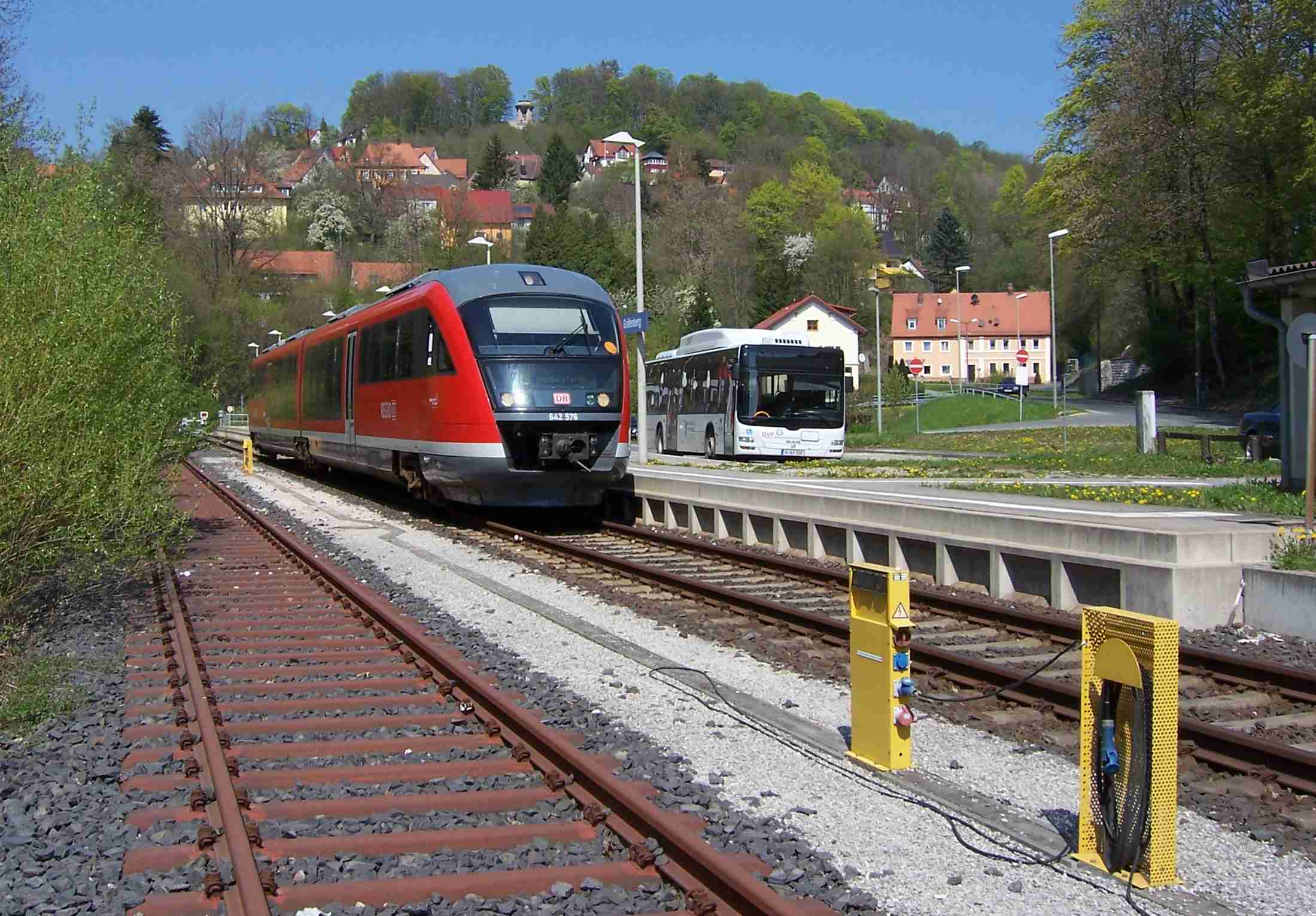
Bahnhof Gräfenberg

Gräfenberg ist der nördliche Endpunkt der Gräfenbergbahn, auf der die Linie RB 21 verkehrt, welche stündliche Verbindungen nach Nürnberg bietet. Sie wird insbesondere in den wärmeren Jahreszeiten auch durch Ausflügler und Wanderer genutzt, um nach Gräfenberg zu gelangen. Es gibt fünf Buslinien, die die umliegenden Ortschaften vom Bahnhof aus erschließen, sowie eine Buslinie als Querverbindung nach Forchheim.
Die Stadt liegt an der Bundesstraße 2 zwischen Nürnberg und Pegnitz.

### Tourismus
Aufgrund seiner mittelalterlichen Altstadt, seiner Lage am Rande der Fränkischen Schweiz und seiner vielen gastronomischen Betriebe ist Gräfenberg ein beliebtes Naherholungsziel für Gäste aus Nürnberg, Fürth und Erlangen. Der Ort hat Anteil am Wanderwegenetz des Fränkische-Schweiz-Vereins.

#### Fünf-Seidla-Steig
Der Fünf-Seidla-Steig ist ein etwa 19 Kilometer langer, 2008 eröffneter Wanderweg zwischen den vier Brauereien der Stadt Gräfenberg und der Klosterbrauerei Weißenohe. Benannt ist er nach dem fränkischen Bierkrug, dem Seidla. Die Brauereien erzeugen insgesamt 21 verschiedene Biere.

#### Sagenhaftes Gräfenberg
Dieser Wanderweg verknüpft die Schauplätze verschiedener Sagen um Gräfenberg. Insgesamt umfasst der Wanderweg 14 Stationen. Darunter die regional bekannte Felsformation Teufelstisch. Die Begleitung erfolgt über eine eigens entwickelte App.

### Brauereien
In Gräfenberg und seinen Gemeindeteilen gibt es vier Brauereien:
- Brauerei Friedmann, seit 1875 in Familienbesitz, aus dem Heldschen Brauhaus hervorgegangen
- Lindenbräu (Brehmer), Brauerei seit 1932
- Brauerei Hofmann, Hohenschwärz, Brauerei seit 1897
- Elch-Bräu, Thuisbrunn, Wiedereröffnung 2007

### Schulen
Gräfenberg verfügt über eine Hauptschule (seit 2010: Mittelschule), eine Grundschule und die Ritter-von-Wirnt-Realschule; das nächste Gymnasium befindet sich im neun Kilometer entfernten Eckental.

### Gräfenberg Array
In Haidhof befindet sich die Zentrale des seismischen Netzes 'Gräfenberg Array', das aus 13 Stationen zur Messung von Erderschütterungen besteht und vom Seismologischen Zentralobservatorium betrieben wird.

## Persönlichkeiten
- Der mittelhochdeutsche Dichter Wirnt von Grafenberg stammt vermutlich aus Gräfenberg.[29]
- Der Tübinger Altphilologe Martin Crusius wurde am 19. September 1526 im heutigen Gräfenberger Gemeindeteil Walkersbrunn, damals Pfarrei „Zu den Drei Heiligen Gräbern“ (heute Evangelisch-Lutherische Pfarrei Ermreuth), geboren und starb am 7. März 1607 (neuen Stils) in Tübingen.

- Andreas Ströbel (1812–1882), der in Gräfenberg geborene Mühlenbesitzer und Politiker, war Abgeordneter der 2. Kammer der Landstände des Großherzogtums Hessen.
- Wilhelm Fürst (* 1879; † 10. Januar 1939 in Nürnberg) war ein deutscher Archivar.
- Georg Merz (* 3. März 1892 in Walkersbrunn; † 16. November 1959 in Neuendettelsau) war evangelisch-lutherischer Pfarrer und Theologieprofessor.
- Armin Freitag (* 1930), der in Walkersbrunn geborene Diplomat war Botschafter der Bundesrepublik Deutschland in Kuba, Iran und China.
- Michael Helmbrecht (* 1958) engagiert sich gegen Rechtsextremismus in Mittelfranken, dokumentiert vom Bayerischen Rundfunk 2017.[40]
- Werner Wolf (* 1956), ehemaliger Bürgermeister, Träger der kommunalen Verdienstmedaille des Freistaats Bayern (verliehen 2015) und des Verdienstkreuzes am Bande des Verdienstordens der Bundesrepublik Deutschland (verliehen 2023 für den Einsatz des Bürgerforums Gräfenberg für die freiheitlich-demokratische Grundordnung und gegen politischen Extremismus)

### Träger des Goldenen Ehrenringes
- Hans Nekolla († 2004), verliehen 1990, ehemaliger Bürgermeister. Träger des Bundesverdienstkreuzes am Bande, der kommunalen Verdienstmedaille des Freistaats Bayern und der Ehrenmedaille um Verdienste in Oberfranken. Träger der Verdienstmedaille um die Völkerverständigung der Stadt Gräfenberg.[41][42]
- Fritz Meier, verliehen am 23. Januar 2004, von 1966 bis 1978 Erster Bürgermeister der damaligen Gemeinde Thuisbrunn. Er erhielt den Ehrenpreis des Bayerischen Ministerpräsidenten als Anerkennung für langjährige ehrenamtliche Tätigkeit.[43]
- Otto Müller, verliehen 2020, Gründer der Altstadtfreunde Gräfenberg und langjähriger Stadtrat.[44][42]

### Träger der Bürgermedaille
- Gerhard Gundelfinger († 2018), langjähriger Stadtarchivar und Autor der Häuserchronik der Stadt Gräfenberg.
- Thomas Müller, langjähriger Kommandant der Gräfenberger Feuerwehr.
- Reinhold Polster, langjähriger Kommandant der Thuisbrunner Feuerwehr.[45]